# Maezawa Yusaku
Maezawa Yusaku (前沢友作 (前澤友作) (Tiền Trạch Hữu Tác)/ まえざわ ゆうさく/ マエザワ ユーサクMaezawa Yusaku , sinh ngày 22 tháng 11 năm 1975) là một doanh nhân, tỷ phú và nhà sưu tầm nghệ thuật người Nhật Bản. Ông đã thành lập Start Today vào năm 1998 và ra mắt trang web bán lẻ thời trang trực tuyến Zozotown, là web bán lẻ thời trang trực tuyến lớn nhất Nhật Bản vào năm 2004. Gần đây nhất, Maezawa đã giới thiệu một thương hiệu may mặc may đo với các tên ZOZO và ZOZOSUIT vào năm 2018. Tính đến tháng 5 năm 2017, Forbes ước tính ông có giá trị ròng là 3,6 tỷ đô la và là người giàu thứ 14 ở Nhật Bản.